# Wiervliegen
De wiervliegen (Coelopidae) zijn een familie uit de orde van de tweevleugeligen (Diptera), onderorde vliegen (Brachycera). Wereldwijd omvat deze familie zo'n 14 genera en 35 soorten.

## Geslachten
De  geslachten met gedefinieerde pagina staan hieronder vermeld met het (globaal) aantal soorten tussen haakjes.
- Coelopa  (5)
- Coelopina  (1)
- Malacomyia  (1)

## In Nederland waargenomen soorten
- Genus: Coelopa
  - Coelopa frigida
  - Coelopa pilipes
- Genus: Malacomyia
  - Malacomyia sciomyzina